# Coelometopon punctipennis
Coelometopon punctipennis är en skalbaggsart som beskrevs av Perkins 2005. Coelometopon punctipennis ingår i släktet Coelometopon och familjen vattenbrynsbaggar. Inga underarter finns listade i Catalogue of Life.